# Chown

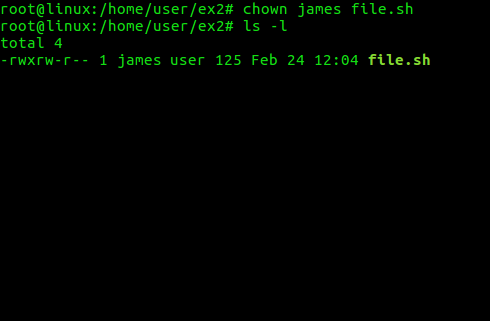
command chown

فرمان chown برای تغییر مالکیت فایلها در سیستم‌عاملهای شبه‌یونیکس استفاده می‌شود. در اکثر موارد فقط توسط مدیر سیستم قابل استفاده است. چون مجوز دسترسی فایل را ویرایش می‌کند.

## مثال‌های کاربردی
این مثال‌ها نحوهٔ استفادهٔ عمومی از این فرمان را نشان می‌دهد.
```
# chown root /var/run/httpd.pid

```

- مالکیت فایل var/run/httpd.pid/ را به کاربر 'root' تغییر می‌دهد.

```
# chown rob:developers strace.log

```

- مالکیت فایل var/run/httpd.pid/ را به 'rob' و گروه فایل را به 'developers' تغییر می‌دهد.

```
# chown nobody:nogroup /tmp /var/tmp

```

- مالکیت tmp/ و var/tmp/ را به کاربر 'nobody' تغییر می‌دهد.
- گروه tmp/ و var/tmp/ را به 'nogroup' تغییر می‌دهد.

```
# chown :512 /home

```

- شناسهٔ گروه home/ را به '۵۱۲' تغییر می‌دهد (بدون در نظر گرفتن اینکه آیا نامی برای شناسهٔ گروه ۵۱۲ در نظر گرفته شده‌است یا خیر)

```
# chown -R us base

```

- به صورت بازگشتی مالکیت base را به کاربر 'us' اختصاص می‌دهد (مالکیت تمام فایلهای درون base نیز به کاربر 'us' تغییر پیدا می‌کند)